# Rensho
Rensho (連署, , literalmente co-signatário), era o assistente do Shikken ( regente ) do Shogunato Kamakura da História do Japão . 
O Rensho colocava sua assinatura próximo ao do Shikken nas ordens oficiais .  Em 1224 o terceiro Shikken Hōjō Yasutoki nomeou Hōjō Tokifusa como o primeiro Rensho . A partir de então, o Rensho foi escolhido entre membros influentes do Clã Hōjō  , mas não os da linha principal do clã (Tokusō), com a única exceção da Tokimune , que ocupou temporariamente o cargo de 1264 a 1268.

## Lista de Rensho
1. Hōjō Tokifusa (1225–1240)
2. Hōjō Shigetoki (1247–1256)
3. Hōjō Masamura (1256–1264)
4. Hōjō Tokimune (1264–1268)
5. Hōjō Masamura (1268–1273)
6. Hōjō Yoshimasa (1273–1277)
7. Hōjō Shigetoki (1283–1287)
8. Hōjō Nobutoki (Osaragi Nobutoki) (1287–1301)
9. Hōjō Tokimura (1301–1305)
10. Hōjō Munenobu (Osaragi Munenobu) (1305–1311)
11. Hōjō Hirotoki (1311–1312)
12. Hōjō Sadaaki  (1315–1326)
13. Hōjō Koresada  (1326–1327)
14. Hōjō Shigetoki (1330–1333)